# Khó dỗ dành
Khó dỗ dành (tiếng Trung: 难哄; Hán-Việt: Nan hống; bính âm: Nánhōng; nghĩa đen 'Khó dỗ dành') là một bộ phim ngôn tình thanh xuân năm 2025 của Trung Quốc với sự tham gia của Bạch Kính Đình và Chương Nhược Nam. Bộ phim có cốt truyện được chuyển thể từ tiểu thuyết Trung Quốc cùng tên của tác giả Trúc Dĩ, được phát hành trên Youku kể từ ngày 18 tháng 02 năm 2025. Bộ phim kể về câu chuyện của hai người bạn học cùng lớp cấp 3 đã gặp lại nhau sau một khoảng thời gian dài xa cách khi hai người vô tình thuê chung một căn nhà.

## Cốt truyện
Sau sáu năm, Ôn Dĩ Phàm vô tình gặp lại Tang Diên tại một quán bar. Hai người là bạn học cùng lớp cấp 3 và khi đó cô đã từng phải lòng anh, tuy nhiên vì một số lý do, cô đã buộc phải từ chối tình cảm của anh khiến họ rời xa nhau. Để không cảm thấy ngượng ngùng, hai người đã giả vờ không quen biết nhau. Vì nhiều tình huống mà hai người buộc phải đối mặt với nhau khi cùng sống chung dưới một mái nhà. Bản chất mối quan hệ của họ thay đổi khi Ôn Dĩ Phàm biết được rằng cô bị mộng du vào ban đêm. Tình trạng này của cô đã trở nên tồi tệ hơn do một số tổn thương đến từ gia đình trong quá khứ, và khi cô phát hiện ra mình tỉnh dậy trong phòng của Tang Diên thì từ đó cuộc sống của hai người ngày càng trở nên gắn kết với nhau hơn.

## Diễn viên
| Nhân vật                                    | Dàn diễn viên    | Ghi chú             |
| ------------------------------------------- | ---------------- | ------------------- |
| Tang Diên                                   | Bạch Kính Đình   | Diễn viên chính     |
| Ôn Dĩ Phàm                                  | Chương Nhược Nam | Diễn viên chính     |
| Tô Hạo An                                   | Trần Hạo Sâm     | Diễn viên phụ       |
| Chung Tư Kiều                               | Trương Miểu Di   | Diễn viên phụ       |
| Hướng Lãng                                  | Trạch Tiêu Văn   | Diễn viên phụ       |
| Mục Thừa Duẫn                               | Nguyên Dã        | Diễn viên phụ       |
| Đoàn Gia Hứa                                | Ngô Vũ Hằng      | Diễn viên phụ       |
| Tang Trĩ                                    | Lưu Sở Điềm      | Diễn viên khách mời |
| Thầy giáo cấp 3 của Tang Diên và Ôn Dĩ Phàm | Hà Cảnh          | Cameo               |

## Đón nhận
Khó dỗ dành đã trở thành một trong những loạt phim được mong đợi nhất năm 2025. Tấm poster đầu tiên của dàn diễn viên chính trong phim và đoạn phim giới thiệu đã được khán giả đón nhận nồng nhiệt. Đến tháng 11 năm 2024, bộ phim đã nhận được hơn 8 triệu lượt đặt trước và lần đầu tiên xuất hiện trong danh sách phim truyền hình lãng mạn C sắp ra mắt của Youku.

## Nhạc phim
Vào ngày 31 tháng 12 năm 2024, ban nhạc rock Đài Loan Mayday đã phát hành ca khúc chủ đề chính thức và video âm nhạc cho bộ phim.Ca khúc chủ đề này đã đạt 4 triệu lượt xem chỉ trong một tháng. Bài hát “Người Vô Hình” do Bạch Kính Đình thể hiện – bản gốc do Tôn Yến Tư trình bày trong album A Perfect Day năm 2005 – đã được xếp vào danh sách “Top 10 Ca Khúc” trên các nền tảng phát trực tuyến.
| Tiêu đề                                                          | Nghệ sĩ                           | Lời bài hát/Nhạc sĩ                       | Kênh             | Độ dài |
| ---------------------------------------------------------------- | --------------------------------- | ----------------------------------------- | ---------------- | ------ |
| Tuỳ hứng (Willful)                                               | Mayday                            | Ashin                                     | B'in Music       | 4:40   |
| Anh Muốn Lặng Lẽ Ở Trong Tâm Hồn Em                              | Tiêu Bỉnh Trị                     | Tiêu Bỉnh Trị                             | B'in Music       | 4:24   |
| Chỉ đêm nay (只在今夜)                                           | Mao Bất Dịch                      | Mao Bất Dịch                              | Dreamer Music    | 4:06   |
| My Dear                                                          | Trương Y Hào                      | Li Zhizi                                  | Dreamer Music    | 4:03   |
| Là Anh (It's You)                                                | Lý Vũ Xuân                        | Chi/Pinyin                                | Official Channel | 5:21   |
| Như ngày nắng, như ngày mưa (像晴天像雨天)                       | Uông Tô Lang                      | Uông Tô Lang                              | Official Channel | 3:56   |
| Người Vô Hình (隐形人)                                           | Bạch Kính Đình                    | Xiaohan/ Huang Yunren                     | Official Channel | 4:45   |
| Hiểu tất cả về nhau (一切的一切)                                 | Chương Nhược Nam & Trương Miểu Di | Jesse Deng                                | Official Channel | 3:40   |
| Muộn chút (晚点)                                                 | Trương Bích Thần                  | Zhang Pengpeng                            | Official Channel | 4:25   |
| Hãy nhìn em (看着我)                                             | Nghiêm Nghệ An                    | Nghiêm Nghệ An                            | Official Channel | 4:14   |
| Bướng bỉnh (倔强)                                                | Trần San Ni                       | Trần San Ni                               | Official Channel | 3:20   |
| Crush                                                            | Trần Hạo Sâm                      | Zhuang Zhuheng                            | Official Channel | 4:15   |
| Ngoài Em, Anh Chưa Từng Thích Ai Khác (除了你之外我没喜欢过别人) | Triệu Lỗi ft. Kiều Tây            | Wang Tianfang, Huang Yueyang, Shen Mingli | Official Channel | 3:45   |